# Centaurea goerkii
Centaurea goerkii — вид квіткових рослин айстрових (Asteraceae). Ендемік Туреччини.

## Морфологічна характеристика
Багаторічна трав'яниста рослина з дерев'янистим кореневищем. Стебла довжиною 13–16 см, розгалужені від основи, прості, прямовисні, смугасто-кутасті. Прикореневі листки 6–8 см × 4–6 мм, ліроподібні до 1–3-перистолопатевих, черешкові, кінцеві сегменти 2.5–3.5 см × 4–5 мм, лінійно-ланцетні, бічні сегменти 2–3 мм; стеблові листки 3.5–4.5 см × 3–4 мм, лінійно-ланцетні, чергові, численні до голови, зменшуються догори, зазвичай прості. Обгортка 20 × 12–14 мм без квіток, від циліндричної до яйцювато-циліндричної. Квітки променисті, голі, жовті з 5 червоними смугами. Сім'янки ≈ 3 мм завдовжки, довгасті, ± чотирикутні, коричневі, голі. Папуси ≈ 3–11 мм завдовжки, нерівні, білі.